# Seznam izraelskih šahistov
Seznam izraelskih šahistov.

## A
- Boris Alterman

## B
- Valeri Beim

## E
- Marsel Efroimski

## G
- Boris Gelfand
- Alon Greenfeld

## K
- Artur Kogan
- Alla Kushnir

## L
- Ronit Levitan

## S
- Ilia Smirin = Ilja Smirin (Rus)
- Emil Sutovsky